# Maxence Cyrin
 (mars 2015).
Maxence Cyrin est un pianiste et compositeur français né le 30 janvier 1971 à Besançon.

## Biographie

### Formation
Après une formation de piano classique au conservatoire, il découvre la new-wave et la techno. Il enregistre chez Sine Terra Firma (futur label de Yann Tiersen) un album de compositions au piano intitulé Instants. En 2006, il sort son premier album Modern Rhapsodies (chez F Communications) et adapte au piano Depeche Mode, Moby et Massive Attack et la partition de films muets, comme Cœur Fidèle de Jean Epstein (1923).

### Carrière
En 2009, il sort l'album Novö Piano chez Kwaidan Records avec des reprises des Pixies, de Nirvana et Daft Punk. Le clip Where Is My Mind? est vu plus de 6 millions de fois 
L'album Novö Piano 2 sort le 13 novembre 2015.

### Filmographie
- 2014 : The Leftovers ("Where is my mind")
- 2015 : Mr. Robot ("Where is my mind")
- 2022 : Grand Paris, de Martin Jauvat (Ecce Films).

## Discographie
- 1989 : Organic Crux (Autoproduit)
- 1991 : Transe And Danse (Autoproduit)
- 1991 : Étranges nuits (Autoproduit)
- 1992 : Powertrance (Label Paradise Movement)
- 1992 : The New Maniac (Organic Tapes)
- 1995 : Instants (Sine Terra Firma)
- 2006 : Modern Rhapsodies (F Communications)
- 2009 : Novö Piano (Kwaidan Records)
- 2012 : The Fantasist (Ekler'O'ShocK Records)
- 2015 : Nocturnes (Evidence Classics)
- 2015 : Novö Piano 2 (Evidence Classics)
- 2018 : Novö Piano Live (Enchanté Records)
- 2020 : Aurora (Warner Classics)
- 2022 : Melancholy Island (Warner Classics)
- 2023 : Springsong (Warner Classics)
- 2024 : Passenger (Enchanté Records)